# Friedhelm Boldt
Friedhelm Boldt (* 24. November 1936) ist ein ehemaliger deutscher Fußballspieler. 1964/65 spielte er für den SC Neubrandenburg in der DDR-Oberliga, der höchsten Spielklasse im DDR-Fußball.

## Sportliche Laufbahn
In der vorpommerschen Kleinstadt Ueckermünde begann Friedhelm Boldt 1947 organisiert Fußball zu spielen. Über die Betriebssportgemeinschaft (BSG) Einheit Ueckermünde kam er später zur BSG Turbine Neubrandenburg, mit der er zuletzt 1960 in der drittklassigen II. DDR-Liga spielte. Von der Saison 1961/62, die wegen der Umstellung auf den Sommer-Frühjahr-Spielrhythmus 39 Spieltage in der zweitklassigen DDR-Liga dauerte, gehörte Boldt zum Aufgebot des DDR-Ligisten Armeesportgemeinschaft (ASG) Vorwärts Neubrandenburg. Von den 39 Punktspielen bestritt er 24 Partien, bei denen ihm zwei Tore gelangen. 1962/63 konnte er mit dreizehn Einsätzen nur die Hälfte der Ligaspiele absolvieren, kam diesmal aber auf drei Tore. In der Saison 1963/64 kam Boldt in allen 30 Liga-Punktspielen zum Einsatz. Da er im März 1964 aus der Nationalen Volksarmee entlassen wurde, bestritt er für die ASG Vorwärts nur noch 21 Punktspiele (2 Tore). Anschließend schloss er sich wieder der BSG Turbine Neubrandenburg an, die kurz darauf in den SC Neubrandenburg überführt wurde. Als SC Neubrandenburg erreichte die DDR-Liga-Mannschaft zum Saisonende den Aufstieg in die DDR-Oberliga. Boldt war daran noch mit neun Einsätzen und drei Toren beteiligt. In der Oberligaspielzeit 1964/65 bestritt Boldt 23 der 26 Spiele und erzielte ein Tor. Dabei wurde er als Verteidiger, Mittelfeldspieler und Stürmer eingesetzt. Da der Sportclub nicht den Klassenerhalt schaffte, wurde ab 1965/66 wieder in der DDR-Liga gespielt. Boldt gehörte noch zwei Spielzeiten der 1. Mannschaft an, die ab 1966 zunächst als Fußballspielvereinigung (FSV), kurz darauf als BSG Post antrat. 1965/66 konnte Boldt noch 24 der 30 DDR-Liga-Spiele absolvieren, in seiner letzten Saison 1966/67 kam er nur noch auf 13 Einsätze. Als er im Sommer vom leistungsorientierten Fußball zurücktrat, konnte bei acht Spielzeiten im höherklassigen Fußball auf 127 Punktspieleinsätze und elf Tore zurückblicken. 1969 kehrte er zum Ursprung seiner Karriere zurück und wurde Übungsleiter bei Einheit Ueckermünde in der nun drittklassigen Liga.